# Ratpenat de ferradura mitrat
El ratpenat de ferradura mitrat (Rhinolophus mitratus) és una espècie de ratpenat de la família dels rinolòfids. És endèmic de Jharkhand (Índia).